# 正六品
正六品是中国、朝鮮、越南、琉球古代官位的一个级别，属于次于從五品、高于從六品的官员，在多数朝代为管县区域的官员。

## 中國

### 魏晋南北朝
- 尚书左丞、尚书右丞、尚书郎、著作郎、中书舍人，秘书丞、秘书郎，治书侍御史，下郡太守、上县县令，关内侯（晋宋齐）；开国县男（梁陈）

### 隋
- 内史省内史舍人，下州长史、司马

### 唐朝

#### 文武官
- 正六品上：太学博士、中州长史、亲勋翊卫校尉、京兆府/河南府/太原府诸县令、武库中尚署令、诸卫左右司阶、中府果毅都尉
- 正六品下：千牛备身、备身左右、下州长史、中州司马、内谒者监、中牧监、上牧副监、上镇将

#### 女官
- 宝林（内命妇）
- 司记、司言、司簿、司闱、司籍、司乐、司宾、司赞、司宝、司衣、司饰、司仗、司膳、司酝、司药、司饎、司设、司舆、司苑、司灯、司制、司珍、司计、司正

#### 散官
- 正六品上：朝议郎、昭武校尉
- 正六品下：承议郎、昭武副尉、怀化司阶

#### 勋
- 骁骑尉

### 宋
- 集英殿修撰，七寺少卿，中书门下省检正诸房公事，尚书左、右司郎中，国子司业，军器监，都水使者，太子少詹事、左右谕德，入内内侍省、内侍省都知副都知，宣庆、宣政、昭宣使，拱卫、左武、右武大夫，入内内侍省、内侍省押班，枢密承旨、副承旨
- 骁骑尉
- 朝奉郎、承直郎、昭武校尉、昭武副尉

### 金
- 尚书省员外郎、府判

### 元
- 中书省员外郎、上州同知

### 明朝

#### 文武官
- 詹事府：府丞、左右中允、左右司直郎
- 太医院：院判
- 中书省：员外郎
- 六部：主事
- 大理寺：寺正
- 太常寺：寺丞
- 太仆寺：寺丞
- 苑马寺：寺丞
- 鸿胪寺：司丞
- 都察院：经历
- 翰林院：侍读、侍讲
- 国子监：司业
- 钦天监：监副、官正
- 上林苑监：左右监副
- 五城兵马指挥司：指挥
- 僧录司：左右善世、左右阐教
- 道录司：左右正一、左右演法、神乐观提点
- 王府长史司：审理正
- 王府仪卫司：典仗
- 留守司：经历、断事
- 都指挥使司：经历、断事
- 千户所：百户
- 宣抚司：佥事
- 安抚司：同知
- 招讨司：副招讨
- 长官司：长官
- 安南都统使司：佥事
- 地方官：府通判

#### 女官
- 尚宫局：司记司司记、司言司司言、司薄司司簿、司闱司司闱
- 尚仪局：司籍司司籍、司乐司司乐、司宾司司宾、司赞司司赞、彤史
- 尚服局：司宝司司宝、司衣司司衣、司饰司司饰、司仗司司仗
- 尚食局：司膳司司膳、司酝司司酝、司药司司药、司饎司司饎
- 尚寝局：司设司司设、司舆司司舆、司苑司司苑、司灯司司灯
- 尚功局：司制司司制、司珍司司珍、司彩司司彩、司计司司计
- 宫正司司正

#### 散官
- 升授阶：承德郎、承信校尉
- 初授阶：承直郎、昭信校尉
- 勋阶：云骑尉

### 清朝

#### 文武官
- 內閣侍讀、國子監司業、左右春坊左右中允、
- 部院主事、宗人府主事、寺衙門主事、起居注主事、都察院都事、都察院經歷、大理寺左右丞、欽天監左右監副、太醫院院判、欽天監春夏秋冬中五官正、太常寺丞、神樂署署正、兵馬司指揮
- 京府通判、京縣知縣、府通判
- 蓝翎侍卫、整仪尉、亲军使、前锋校、护军校、乌枪护军校、骁骑校、监造火药官、陵寝祭祀供应官、太仆寺马厂驼厂翼长、黑龙江吉林管水手六品官、门千总、营千总、宣抚使司佥事、安抚使司同知、招讨使司副招讨使、长官司长官、百户

#### 散官
- 承德郎、武略骑尉

## 朝鮮

### 朝鮮王朝

#### 文武官
- 六曹佐郎、司宪府监察、司谏院正言、兵马评事

## 琉球

### 琉球國（第二尚氏）

#### 文武官
承直郎、仪卫使，下库理势头